# Santana do Acaraú
Santana do Acaraú este un oraș în statul Ceará (CE) din Brazilia.